# 布津村代右衛門
布津村 代右衛門（ふつむら だいえもん、生没年不詳）は、江戸時代前期の一揆指導者。名は大右衛門、泰右衛門ともいう。

## 経歴・人物
肥前高来郡布津村の庄屋。
寛永14年（1637年）他6人の指導者と共に43か村の村民を率いて島原の乱に加わる。のち有馬休意ら4人の浪人と共に黒田陣の攻撃などを指揮した。